# Madeleine Guitty
Marguerite Madeleine Guichard dita Madeleine Guitty (Corbeil, 5 de juliol de 1870 - 14è districte de París, 12 d’abril de 1936) fou una actriu francesa.
Va començar la seva carrera artística al teatre, i després va aparèixer en més de 80 pel·lícules de 1909 a 1936.

## Biografia
Filla d'un advocat del Jutjat de Primera Instància de Corbeil, amb un físic insignificant i més aviat desagraït, va començar la seva carrera als escenaris als 18 anys al Bouffes-Parisiens en una ressenya de Numès. Es va acostar al caf'conc' mentre s'acompanyava a la guitarra, després va girar cap al boulevard, el Gymnase, el Nouveautés, el Palais-Royal, el Teatre Michel, el Variétés... Entre els seus grans èxits a l'escenari destaquen Une nuit de noces d'Henri Kéroul i A. Barré, Chéri, Claudine à l'école de Colette, Ciboulette, l'opereta de Robert de Flers i Francis de Croisset, Grisou de Pierre Brasseur…
Va començar davant d'una càmera l'any 1909, però va ser Louis Feuillade qui la va descobrir i la va fer rodar diversos curtmetratges, abans que s'imposés el 1922 a La Fille des chiffonniers de Henri Desfontaines. Entre els seus papers preferits: criades, cuineres, peixateres, propieàries de parades de fira.
Madeleine Guitty només va gravar un únic disc de 78 rpm per a la companyia Ultraphone el 1933 Elle a un beau pyjama, Emma i la Chanson du spahi de la pel·lícula Le billet de logement.
Molt senzilla, molt popular entre el públic, va morir als 65 anys de sèpsia després d'una operació. Madeleine Guitty descansa al cementiri de Pantin (57a divisió).

## Filmografia
- 1909 : Amis de collège ou L'Affaire de la rue de Lourcine - Una producció Pathé
- 1910 : L'Enfance d'Oliver Twist ou Oliver Twist de Camille de Morlhon i André Calmettes
- 1910 : Vitellius de Henri Pouctal
- 1911 : L'Anniversaire de Mademoiselle Félicité de Georges Denola
- 1911 : Le Pot de confitures de Georges Denola - Tante Ursule
- 1911 : La Suggestion du baiser ou L'envie d'embrasser de Georges Monca
- 1911 : Votre femme vous trompe de Georges Monca
- 1911 : L'Anniversaire de Mademoiselle Félicité de Georges Denola
- 1911 : Un monsieur qui a un tic d'Albert Capellani
- 1912 : Œil pour œil Una producció Pathé
- 1912 : Bébé n'aime pas sa concierge - Una producció Pathé
- 1912 : J'en ai assez de ta mère - Una producció Lux Film
- 1912 : Les Femmes députées Realització anònima
- 1913 : Don Quichotte de Camille de Morlhon - La femme de Sancho
- 1913 : Léonce et Poupette de Léonce Perret - Miss John
- 1913 : Les Millions de la bonne de Louis Feuillade - La Chaloupié
- 1913 : La Momie de Louis Feuillade - La Pétoulin
- 1913 : Les Somnambules de Louis Feuillade - La caissière
- 1914 : L'Illustre Mâchefer de Louis Feuillade - La mairesse
- 1914 : Le Jocond de Louis Feuillade
- 1914 : Monsieur Charlemagne de Léon Poirier - Mlle Grandjacot
- 1914 : Le Nid de Léon Poirier
- 1915 : La Pintade et le Pinson de Marcel Lévesque
- 1915 : Jeanne Doré de Louis Mercanton
- 1916 : Dormez...je le veux de Marcel Simon - Francine
- 1916 : Vous n'avez rien à déclarer ?[3] de Marcel Simon - Mme Dupont
- 1917 : Esprit es-tu là? de Fernand Rivers - Mme Picroche
- 1918 : Fauvette de Gérard Bourgeois
- 1920 : La Révoltée (difosa en 4 partis) de Gaston Leprieur
- 1922 : La Fille des chiffonniers de Henri Desfontaines - La Mère Moscou
- 1922 : Les Mystères de Paris[4] de Charles Burguet - La Goualeuse
- 1923 : Les Étrennes à travers les âges curtmetratge de Pierre Colombier
- 1923 : La Souriante Madame Beudet de Germaine Dulac
- 1923 : Geneviève de Léon Poirier - La bourgeoise
- 1923 : Gossette[5] de Germaine Dulac - Mme Bonnefoy dite : Mère Titine
- 1923 : Chalumeau chez le couturier curtmetratge de Georges Monca i Joseph Hémard
- 1923 : La Malchanceuse d'Émile-Bernard Donatien - La mégère
- 1924 : Le loup-garou de Jacques Roullet et Pierre Bressol - La Boule
- 1924 : L'Ornière d'Édouard Chimot - Une manucure
- 1925 : Faubourg Montmartre de Charles Burguet - Mme Pallardin
- 1925 : Madame Sans-Gêne de Léonce Perret - La Roussette
- 1925 : Paris en 5 jours de Nicolas Rimsky i Pierre Colombier - Le capitaine de l'armée du salut
- 1926 : La Tournée Farigoule de Marcel Manchez - Fleur de printemps
- 1926 : 600 000 francs par mois de Robert Péguy i Nicolas Koline - Ernestine Galupin
- 1926 : Eh bien ! dansez maintenant d'Émilien Champetier - La concierge
- 1926 : Va promener le chien de Gauthier Debère
- 1927 : Muche de Robert Péguy - La cabaretière
- 1927 : Croquette, une histoire de cirque  de Louis Mercanton - Plantilla:Mme Tromboli
- 1927 : La maison sans amour d'Émilien Champetier - Mme de Coulaines, mère de Laurence
- 1928 : L'Aigle de la sierra de Louis de Carbonnat - Juliana
- 1929 : Les Deux Timides de René Clair - Annette, la vieille fille
- 1929 : Contrastes curtmetratge de René Guy-Grand
- 1929 : Noces d'argent curtmetratge de Maurice Champreux
- 1929 : Rosalie curtmetratge de Maurice Champreux i Robert Beaudoin
- 1930 : L'Ingénu libertin d'Émilien Champetier - Mme Portebeaux
- 1930 : La Dernière Berceuse de Gennaro Righelli i Jean Cassagne
- 1930 : Marius à Paris curtmetratge de Roger Lion
- 1930 : Jour de noces curtmetratge de 34 min de Maurice Gleize
- 1930 : La Meilleure Bobonne curtmetratge de Marc Allégret - Zénobie, la bonne
- 1930 : Nos maîtres les domestiques de Grantham-Hayes
- 1930 : Paramount on Parade de Charles de Rochefort
- 1931 : Il est charmant de Louis Mercanton
- 1931 : Magie moderne de Dimitri Buchowetzki
- 1931 : Y'en a pas deux comme Angélique de Roger Lion
- 1931 : La Chance de René Guissart
- 1931 : Un chien qui rapporte de Jean Choux
- 1931 : Cœur de lilas d'Anatole Litvak
- 1931 : Une histoire entre mille de Max de Rieux
- 1931 : Attaque nocturne de Marc Allégret - (curtmetratge)
- 1931 : Bric-à-brac et compagnie d'André Chotin - (curtmetratge)
- 1931 : Le Collier de Marc Allégret - (curtmetratge)
- 1931 : Le Collier de perles de Louis Mercanton - (curtmetratge)
- 1931 : Le Lit conjugal de Roger Lion - (curtmetratge)
- 1931 : Par TSF de Louis Mercanton - (curtmetratge)
- 1931 : Pas sur la bouche de Nicolas Rimsky et Nicolas Evreïnoff
- 1931 : Quand te tues-tu ? de Roger Capellani
- 1931 : La Bande à Bouboule de Léon Mathot
- 1932 : Les As du turf de Serge de Poligny
- 1932 : Avec l'assurance de Roger Capellani
- 1932 : Une étoile disparait de Robert Villers
- 1932 : Le Cordon bleu de Karl Anton
- 1932 : Le Picador de Jaquelux
- 1932 : Rivaux de la piste de Serge de Poligny
- 1932 : Austerlitz 21-22 d'André Bay - (curtmetratge)
- 1932 : Un beau mariage de Carlo Felice Tavano - (curtmetratge)
- 1932 : Haut les mains !!! de Maurice Champreux - (curtmetratge)
- 1933 : La Poule de René Guissart
- 1933 : La Voix sans visage de Leo Mittler
- 1933 : Vive la compagnie de Claude Moulins
- 1933 : La Vierge du rocher de Georges Pallu
- 1933 : Matricule 33 de Karl Anton - sous réserves
- 1933 : L'Ami Fritz de Jacques de Baroncelli
- 1933 : Cette vieille canaille d'Anatole Litvak
- 1933 : Ciboulette de Claude Autant-Lara
- 1933 : Incognito de Kurt Gerron
- 1933 : Judex 34 de Maurice Champreux
- 1933 : Trois balles dans la peau de Roger Lion
- 1934 : Adémaï aviateur de Jean Tarride
- 1934 : Amok de Fedor Ozep
- 1934 : Zouzou de Marc Allégret
- 1934 : Le Petit Jacques de Gaston Roudès
- 1934 : Nous ne sommes plus des enfants d'Augusto Genina
- 1934 : La Cinquième Empreinte de Karl Anton
- 1934 : La Caserne en folie de Maurice Cammage
- 1934 : Brevet 95-75 de Pierre Lequim
- 1934 : L'Auberge du petit dragon de Jean de Limur
- 1934 : Trois cents à l'heure de Willy Rozier
- 1934 : Si j'étais le patron de Richard Pottier : Mme Pichu
- 1934 : La Porteuse de pain de René Sti
- 1934 : Le Roi des Champs-Élysées de Max Nosseck : Plantilla:Mme Garnier
- 1934 : Sans famille de Marc Allégret
- 1934 : Sidonie Panache de Henry Wulschleger
- 1934 : Les Deux Mousquetaires de Nini de Max de Rieux - (curtmetratge)
- 1934 : Une vocation irrésistible de Jean Delannoy - (curtmetratge)
- 1935 : La Rosière des halles de Jean de Limur
- 1935 : Un soir de bombe de Maurice Cammage
- 1935 : Train de plaisir de Léo Joannon
- 1935 : Barcarolle de Gerhard Lamprecht et Roger Le Bon
- 1935 : Les Époux célibataires d'Arthur Robison i Jean Boyer
- 1935 : Fanfare d'amour de Richard Pottier
- 1935 : Ferdinand le noceur de René Sti
- 1935 : Les Gaietés de la finance de Jack Forrester
- 1935 : La Fille de madame Angot de Jean Bernard-Derosne
- 1935 : Haut comme trois pommes de Ladislas Vajda et Pierre Ramelot
- 1935 : L'Impossible Aveu de Guarino Glavany
- 1935 : Un oiseau rare de Richard Pottier
- 1935 : Pluie d'or de Willy Rozier
- 1935 : Les Conquêtes de César de Léo Joannon
- 1935 : Le Père La Cerise de Robert Péguy - (curtmetratge)
- 1935 : Un drôle de numéro de Léo Mora - (curtmetratge)
- 1935 : Gai, gai marions-nous de Pierre Weill - (curtmetratge)
- 1935 : Papa Sandwich de Pierre Weill - (curtmetratge)
- 1935 : Son frère de lait de Georges Pallu i Max Lerel - (curtmetratge)
- 1935 : Le Tampon du colonel de Georges Pallu i Max Lerel
- 1935 : Le Vase étrusque de Georges Pallu i Max Lerel
- 1936 : Le Vagabond bien-aimé de Curtis Bernhardt
- 1936 : Les Deux Gamines de René Hervil i Maurice Champreux
- 1936 : Ma tante Eulalie de Max Lerel - (curtmetratge)

## Teatre
- 1890 : L'Enlèvement de Sabine de Léon Gandillot, théâtre de Cluny
- 1891 : Paris port de mer, revista d'Henri Blondeau i Hector Monréal, théâtre des Variétés
- 1901 : L'Auréole de Henry de Gorsse i Jules Chancel, théâtre de l'Athénée
- 1902 : Leurs Amants de Maurice de Féraudy, théâtre de l'Athénée
- 1903 : Le Jumeau d'Auguste Monnier, théâtre des Folies-Dramatiques
- 1904 : Nuit de noces d'Henri Kéroul et Albert Barré, théâtre des Folies-Dramatiques
- 1905 : Volcan d'amour de Michel Carré, théâtre des Folies-Dramatiques
- 1906 : La Troupe de Chambertin de Paul Delaroy, théâtre des Folies-Dramatiques
- 1907 : Le Contrôleur des wagons-lits d'Alexandre Bisson, théâtre du Palais-Royal
- 1907 : Panachot gendarme d'André Mouëzy-Éon i Paul Gavault, théâtre du Palais-Royal
- 1907 : Le Satyre de Georges Berr i Marcel Guillemaud, théâtre du Palais-Royal
- 1910 : L'Éprouvette de Henri Kéroul i Albert Barré, Théâtre du Palais-Royal
- 1912 : La Femme seule d'Eugène Brieux, Théâtre du Gymnase
- 1916 : Madame Bou-dou-ba-da-bou, al concert Mayol.[6]
- 1921 : Chéri de Colette, posada en escena Robert Clermont, théâtre Michel à Paris
- 1922 : La Belle Angevine de Maurice Donnay i André Rivoire, Théâtre des Variétés
- 1923 : Ciboulette de Robert de Flers i Francis de Croisset, música Reynaldo Hahn, Théâtre des Variétés
- 1923 : La Vagabonde de Colette i Léopold Marchand, théâtre de la Renaissance
- 1926 : Un Ménage à la page, la mère Bouchetru, companyia Gustave Damien, Troyes
- 1929 : Le Coucher de la mariée, de Félix Gandéra, al Théâtre Rochechouart, amb la Tournée Gustave Damien
- 1933 : Marc-Aurèle de Jean Le Marois, théâtre de l'Avenue